# Batalla de Meelick Island
La Batalla de Meelick Island tuvo lugar en el río Shannon, en la frontera entre Connacht y Leinster, en Irlanda en octubre de 1650. Se enfrentaron los ejércitos de Irlanda Confederada y el Parlamento inglés durante las Guerras de los Tres Reinos. La batalla se produjo cuando una fuerza inglesa mandada por el Coronel Daniel Axtell atacó al ejército irlandés de Connacht mandado por Clanricarde. Los irlandeses fueron derrotados.

## Antecedentes
La captura del castillo de Tecroghan permitió a los ingleses acercarse a las fronteras de Connacht durante el verano de 1650. Ulick Burke, entonces conde de Clanricarde, se vio obligado a actuar ante la inminente amenaza. Clanricarde era el principal comandante irlandés en la provincia y había sido reconocido en agosto como sucesor de facto de Ormond como Lord Teniente de Irlanda. Clanricarde era mejor diplomático que umilitar, pero había mantenido la paz en Connacht durante la agitación de la década de 1640. A medida que los ejércitos ingleses se acercaban a las fronteras de Connacht, Clanricarde organizó un ejército de 3.000 hombres para apoyar a la guarnición de Lord Dillon en Athlone. Cuando Ireton marchó hacia el sur desde Athlone a fines de septiembre y principios de octubre, Clanricarde lanzó un contraataque a través del río Shannon, con la intención de cortar las comunicaciones inglesas entre Athlone y Limerick y privarles de los suministros que recibían desde el condado del Rey. 
Las fuerzas de Clanricarde cruzaron el Shannon en los vados alrededor de Shannonbridge (al sur de Athlone) a principios de octubre. El ejército de Connacht capturó rápidamente el castillo de Ferbane y el coronel Axtell, el comandante inglés en la región, fue forzado a cruzar el río Brosna y luego a dirigirse hasta Birr después de algunas escaramuzas entre su regimiento y el ejército irlandés. Las fuerzas de Clanricarde se apoderaron de algunos pequeños puestos ingleses. Cuando el regimiento de Axtell se retiró, Clanricarde recibió refuerzos de  James Preston, consiguiendo alcanzar los 4000 soldados y 500 jinetes. Sin embargo, los refuerzos ingleses bajo los coroneles Cook y Abbot marcharon desde Wexford y Kilkenny para unirse a Axtell en Roscrea el 21 de octubre. Cuando Axtell avanzó hacia Birr para desafiar al ejército irlandés, Clanricarde decidió retirarse y tomar posiciones defensivas en la isla Meelick, un Crannog en el río Shannon. 

## La batalla
Los soldados fueron situados para vigilar el vado que los ingleses tendrían que cruzar para atacar las posiciones irlandesas en la isla Meelick. Sin embargo, Axtell lanzó un ataque al caer la noche del 25 de octubre. Los combates fueron inicialmente feroces, utilizándose los mosquetes como maza en la lucha cuerpo a cuerpo, pero pronto los irlandeses fueron expulsados de la posición avanzada del vado y los parlamentarios consiguieron entrar en la isla. Los irlandeses fueron derrotados posteriormente. Varios cientos de soldados confederados murieron en la batalla, muchos de ellos ahogados en las aguas del Shannon mientras intentaban escapar. Los ingleses capturaron los suministros de Clanricarde, que incluían armas, tiendas de campaña y muchos caballos, aunque Burke logró escapar. El castillo y las posiciones tomadas por los irlandeses al este del Shannon fueron recapturadas rápidamente por los victoriosos parlamentarios. 
La derrota en la isla Meelick fue un duro golpe para el ejército irlandés de Connacht, comparable a la pérdida del ejército de Leinster en Rathmines o la derrota del ejército de Úlster en Scarrifholis unos meses antes. Clanricarde intentó reunir un ejército en los meses siguientes, pero después de esta derrota tuvo grandes dificultades. Después de la batalla se dijo que los soldados de Axtell habían ejecutado a muchos de los irlandeses después de la promesa de perdón. Como resultado, Axtell fue sometido a una corte marcial por Ireton y se le ordenó regresar a Inglaterra.